# Cảng tự trị Sihanoukville

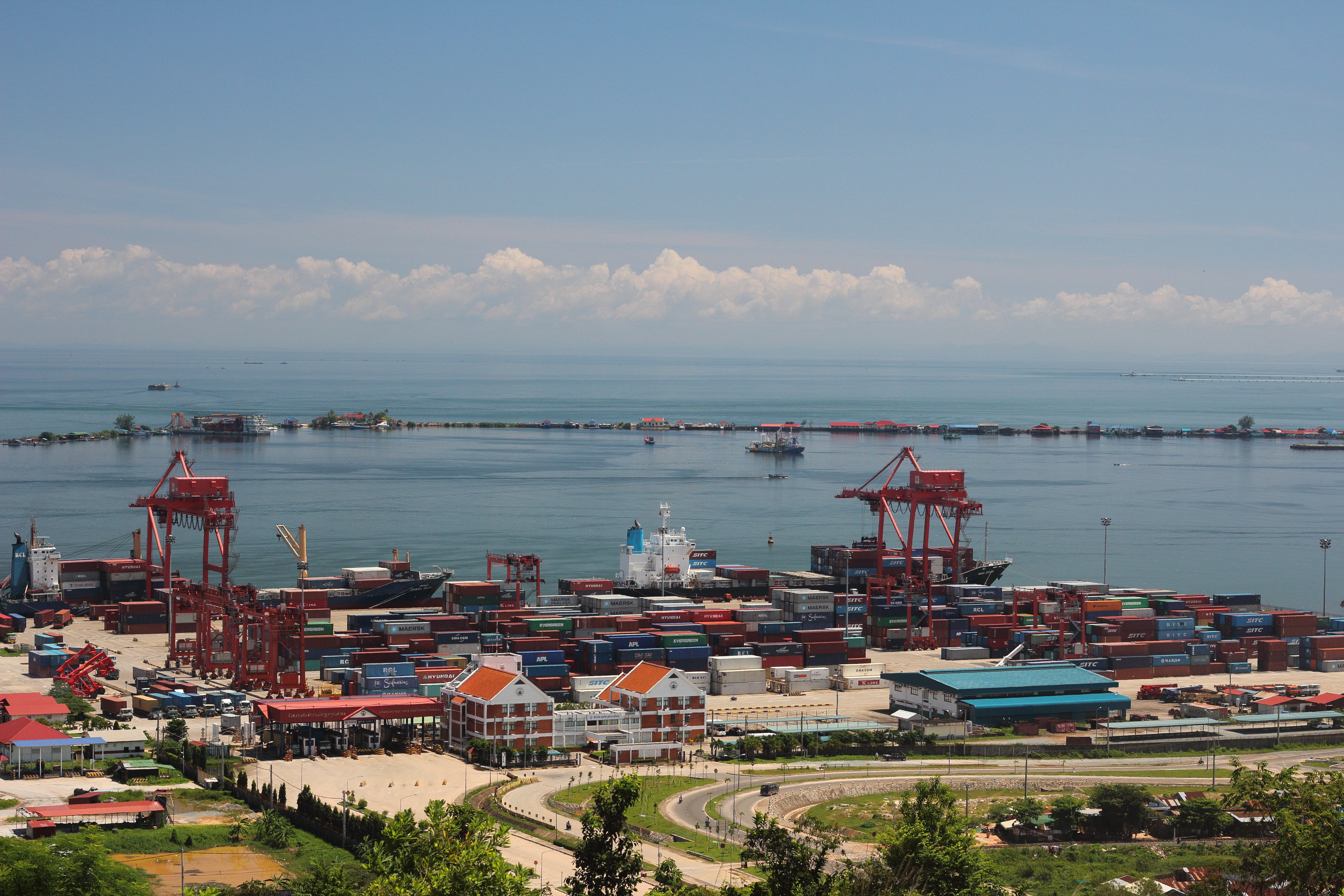
Cảng tự trị Sihanoukville

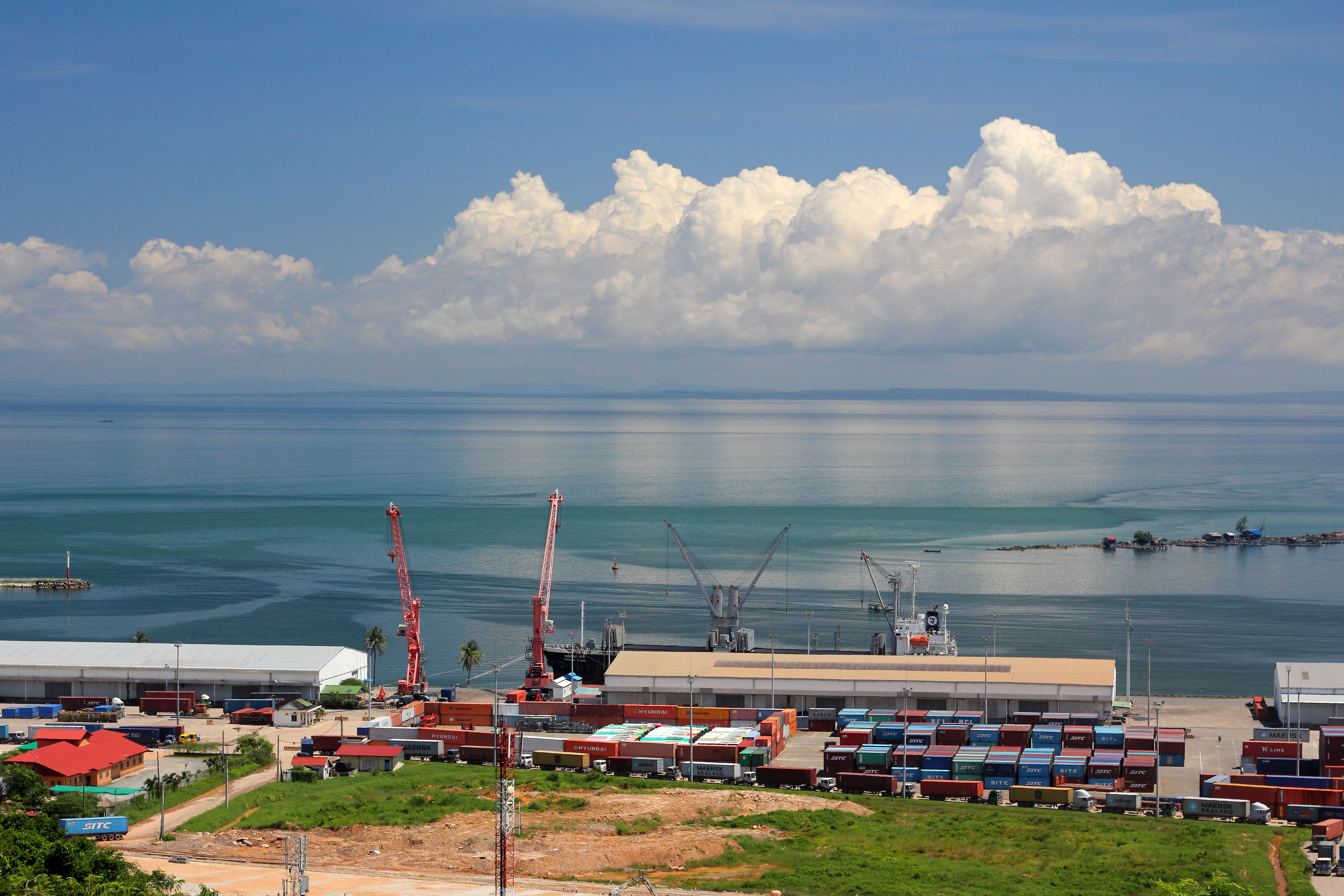
Cảng tự trị Sihanoukville nhìn từ xa

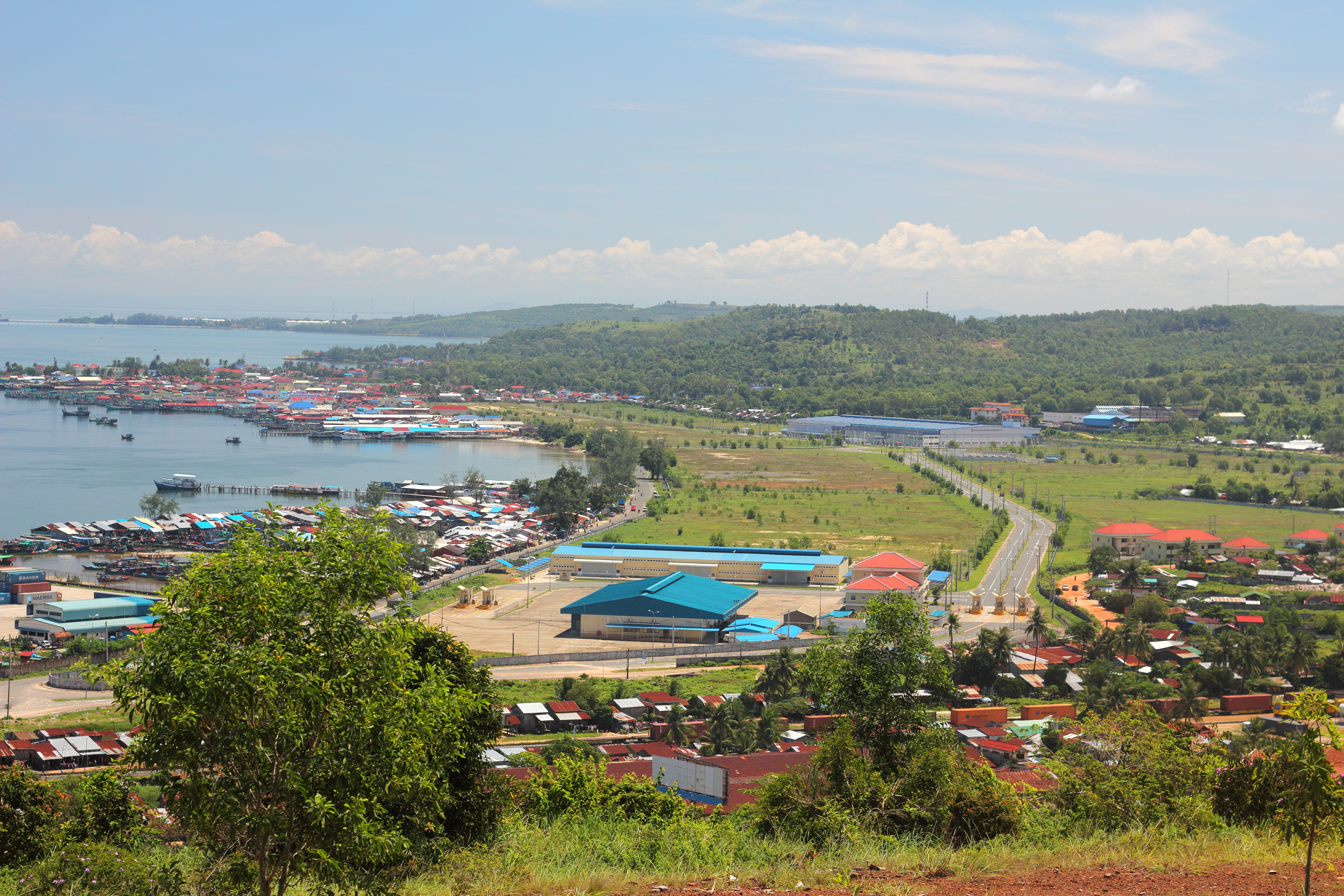
Đặc khu kinh tế cảng Sihanoukville (SPSEZ)

Cảng tự trị Sihanoukville (tiếng Khmer: កំពង់ផែស្វយ័តក្រុងព្រះសីហនុ; tiếng Pháp: Port autonome du Sihanoukville, PAS) là một cơ quan chính phủ và tập đoàn nhà nước của Campuchia và Sihanoukville nắm quyền điều hành và quản lý cảng nước sâu duy nhất của đất nước. Tọa lạc tại Sihanoukville, nằm trên Vịnh Kampong Som của Vịnh Thái Lan ở phía tây nam Campuchia. Cảng này được khánh thành vào năm 1960 khi hãng Old Jetty cho khởi công 4 cầu cảng vào năm 1955.:18
Kể từ khi chính phủ liên tục mở rộng cảng này. Một số cầu cảng, một bến container, một bến tàu chở dầu và một nhà máy xử lý nước thải công nghiệp được bổ sung thêm vào. Có chín cầu cảng dành cho các tàu hạng trung với mớn nước tối đa 8,5 m (28 ft). Tổng chiều dài bến là 1.330 m (4.364 ft) và độ dao động của thủy triều là 1,4 m (5 ft). Sàn dành cho cầu tàu ban đầu được thi công vào năm 1958 bao gồm 137 dầm bê tông dự ứng lực, mỗi dầm dài 35 m (115 ft) và nặng khoảng 90 tấn. Số dầm này đều được lắp đặt tại chỗ và tỏ ra rất khó di dời. Chính phủ bèn cho xây dựng một tuyến đường sắt nhỏ nhằm vận chuyển số dầm này từ địa điểm lắp đặt.:43
Để xử lý tốc độ gia tăng khối lượng hàng hóa thông quan, chính phủ Campuchia đã xây dựng một cầu tàu mới dài 350 m (1.148 ft) khác với mớn nước tối đa −10,5 m (−34 ft) vào năm 1966. Hiện tại, cầu tàu mới này có thể chứa ba tàu có mớn nước −7 m (−23 ft).
Việc xây dựng cảng container dài 400 m (1.312 ft) với độ sâu −10,5 m (−34 ft) và một bãi container rộng 6,5 ha (16 mẫu Anh) được hoàn thành vào tháng 3 năm 2007.
Hội đồng quản trị của PAS được nhiều bộ ngành chính phủ bổ nhiệm. Cảng hiện sử dụng nguồn nhân lực lên tới hơn 1000 người. Năm 2003, PAS mua 70% cổ phần còn lại của Cảng cạn CWT Campuchia nằm gần thủ đô Phnôm Pênh. Ngoài 30% cổ phần do họ nắm giữ, điều này khiến Cảng tự trị Sihanoukville thuộc sở hữu nhà nước trở thành chủ sở hữu duy nhất của cảng cạn này. Cảng trở thành công ty niêm yết vào tháng 6 năm 2017 trên Thị trường Chứng khoán Campuchia.

## Lịch sử
Trước và dưới thời Pháp thuộc, không có cảng nước sâu nào tồn tại đủ để đảm đương nền thương mại hàng hải quốc tế. Cảng nhỏ ở sông Tonle Sap gần Phnôm Pênh không đủ năng lực vận tải vì chỉ có khả năng tiếp nhận tàu có trọng tải lên đến 3.000 tấn trong mùa khô và 4.000 tấn trong mùa mưa. Kampot là cảng biển duy nhất của Campuchia nằm trên sông Tuk Chhou dài khoảng 5 km trong đất liền, mà tàu nước sâu không thể nào tiếp cận được. Chính quyền thực dân Pháp ưu tiên sử dụng Sài Gòn dành cho thương mại quốc tế và sông Mê Kông dùng để phân phối thêm cho phía Campuchia. Do vậy, việc Campuchia tiếp cận thương mại đường biển qua sông Mê Kông đều cần phải đi qua lãnh thổ Việt Nam. Sau khi Campuchia và Việt Nam giành độc lập từ tay Pháp vào năm 1953–1954 càng nhấn mạnh đến sự cần thiết phải có một cảng nước sâu dành cho Campuchia.:1-3
Một số địa điểm ban đầu được coi là phù hợp cho khu cảng mới, bao gồm Kampot, tiền đồn nhỏ ở Ream và Sre Ambel. Sau cùng chính phủ đã quyết định chọn vùng nước sâu ngoài khơi một mỏm đá gần đảo Koh Pos ở cửa Vịnh Kampong Som làm địa điểm xây dựng cảng biển đầu tiên của Campuchia.:5–8
Việc khởi công bắt đầu vào năm 1955 với 12 triệu đô la Mỹ do chính phủ Pháp tài trợ và hoàn thành vào cuối năm 1959. Đích thân Bộ trưởng Bộ Ngoại giao Pháp Louis Jacquinot đã dự lễ khánh thành cảng này vào tháng 4 năm 1960.:42–45
Bến du thuyền đầu tiên, gần đảo chắn sóng Koh Preab, Sihanoukville, chính thức hoạt động vào tháng 10 năm 2013.

## Vận chuyển
Năm 2018, cảng đạt 8,7 triệu đô la Mỹ lợi nhuận, tăng 43% so với năm 2017. Năng suất xếp dỡ lên tới 537.107 TEU, tăng 17%, tổng sản lượng 5,2 triệu tấn.
| Tỷ lệ vận chuyển hàng hóa qua Cảng tự trị Sihanoukville |           |           |           |           |           |      |           |           |           |
| Danh mục                                                | 2012      | 2013      | 2014      | 2015      | 2016      | 2017 | 2018      | 2019      | 2020      |
| Tổng thông lượng (Tấn)                                  | 2,659,785 | 3,012,217 | 3,423,919 | 3,763,296 | 4,040,155 | -    | 5,328,348 | 6,547,756 | 6,601,804 |
| Không bao gồm nhiên liệu                                | 1,874,750 | 2,088,274 | 2,436,933 | 2,638,043 | 2,881,378 | -    | -         | -         | -         |
| Hàng hóa nói chung                                      | 302,463   | 272,463   | 310,261   | 258,274   | 379,292   | -    | 356,776   | 520,683   | 349,820   |
| Hàng hóa đóng container                                 | 1,572,287 | 1,815,811 | 2,126,672 | 2,379,969 | 2,502,086 | -    | 3,388,923 | 4,148,729 | 4,363,820 |
| Thông lượng container (TEU)                             | 255,378   | 286,450   | 333,904   | 391,819   | 400,187   | -    | 541,228   | 639,211   | 641,842   |
| Gọi tàu (Đơn vị)                                        | 941       | 988       | 1,103     | 1,292     | 1,322     | -    | 1,451     | 1,662     | 1,582     |